# Azeitão
Azeitão est une freguesia de la municipalité de Setúbal, au Portugal, qui résulte de la fusion de deux anciennes freguesias: São Lourenço et São Simão.

## Géographie
Azeitão s'étend sur 69,32 km2, dans la partie ouest du territoire de Setúbal, à la limite de Sesimbra. La partie nord de la freguesia, très agricole, concentre les agglomérations, qui se succèdent au pied du versant nord de la Serra da Arrábida. La partie centrale et méridionale, montagneuse, est essentiellement couverte de maquis et plonge sur le littoral, où se trouvent la plage et le hameau de Portinho.
Azeitão comporte plusieurs villages, dont les principaux sont: Vila Nogueira de Azeitão, Vila Fresca de Azeitão, Brejos de Azeitão, Aldeia de Irmãos, Vendas de Azeitão, Oleiros... La population totale de la freguesia s'élevait, en 2011, à 18 877 habitants.

## Histoire
La freguesia d'Azeitão, créée en 1350, dépendait à l'origine de la municipalité de Sesimbra. Elle a constitué une municipalité propre de 1759 à 1855, année où elle a été incorporée dans celle de Setúbal.
La freguesia résulte de la fusion, en 2013, de deux anciennes paroisses: São Lourenço (Vila Nogueira) et São Simão (Vila Fresca).

## Économie
La culture des oliviers, très ancienne, a donné son nom à la localité (azeitona signifie «olive» en portugais).
La viticulture est un secteur important, avec des domaines comme la Quinta da Bacalhoa ou José Maria da Fonseca.
Les fromages d'Azeitão, au lait de brebis, sont réputés et bénéficient d'une appellation d'origine contrôlée.